# Superammasso dei Pesci-Balena
Il Superammasso dei Pesci-Balena è uno dei cinque più ricchi e vicini (z < 0,1) superammassi di galassie ed emerge come un filamento di galassie di ragguardevoli dimensioni. Si trova ad una distanza media di 800 milioni di anni luce.
All'interno del superammasso sono stati identificati due filamenti maggiori con un redshift medio di 0,0625 e 0,0545.
Il superammasso occupa una regione di 700 gradi quadrati del cielo equatoriale australe e per dimensioni risulta il terzo in ordine di grandezza dopo il Superammasso di Shapley ed il Superammasso dell'Orologio-Reticolo.
Il Superammasso dei Pesci-Balena, insieme alla Catena Perseo-Pegaso, alla Catena Pegaso-Pesci, alla Regione dello Scultore e al Superammasso Laniakea costituiscono nell'insieme il Complesso di superammassi dei Pesci-Balena, una superstruttura delle dimensioni solo inferiori allo Huge-LQG e allo Sloan Great Wall.
Alcuni studi hanno messo in evidenza la presenza di diverse vuoti nel contesto del superammasso con la presenza di un numero veramente esiguo di galassie.
| Nome ammasso (Abell) | R.A.       | Dec.       | Redshift (z) | Distanza (milioni di anni luce) | Ricchezza dell'ammasso |
| -------------------- | ---------- | ---------- | ------------ | ------------------------------- | ---------------------- |
| Abell 76             | 00h 39m 8s | +06° 46′ : | 0,0393       | 540                             | 0                      |
| Abell 119            | 00h 56m 4s | -01° 16′ : | 0,0430       | 590                             | 1                      |
| Abell 147            | 01h 08m 2s | +02° 10′ : | 0,0435       | 595                             | 0                      |
| Abell 160            | 01h 12m 9s | +15° 31′ : | 0,0435       | 595                             | 0                      |
| Abell 168            | 01h 15m 2s | +00° 15′ : | 0,0438       | 600                             | 2                      |
| Abell 193            | 01h 25m 1s | +08° 42′ : | 0,0476       | 650                             | 1                      |
| Abell 195            | 01h 26m 9s | +19° 11′ : | 0,0418       | 570                             | 0                      |
|                      |            |            |              |                                 |                        |
| Abell 2660           | 23h 45m 3s | -25° 58′ : | 0,0513       | 700                             | 0                      |
| Abell 4049           | 23h 51m 6s | -28° 22′ : | 0,0636       | 860                             | 0                      |
| Abell 4053           | 23h 54m 8s | -27° 40′ : | 0,708        | 955                             | 1                      |
| Abell 2683           | 23h 57m 6s | -25° 33′ : | 0,0719       | 970                             | 0                      |
| Abell 2716           | 00h 02m 9s | -27° 10′ : | 0,0669       | 905                             | 0                      |
| Abell 2734           | 00h 11m 3s | -28° 52′ : | 0,0613       | 830                             | 1                      |
| Abell 14             | 00h 15m 2s | -23° 53′ : | 0,0643       | 870                             | 0                      |
| Abell 27             | 00h 24m 8s | -20° 42′ : | 0,0530       | 720                             | 0                      |
| Abell 2794           | 00h 36m 6s | -31° 01′ : | 0,0608       | 825                             | 1                      |
| Abell 2800           | 00h 38m 0s | -25° 06′ : | 0,0624       | 845                             | 1                      |
| Abell 74             | 00h 38m 9s | -22° 19′ : | 0,0639       | 865                             | 0                      |
| Abell 85             | 00h 41m 6s | -09° 21′ : | 0,0543       | 730                             | 1                      |
| Abell 86             | 00h 42m 5s | -21° 48′ : | 0,0622       | 840                             | 0                      |
| Abell 87             | 00h 43m 0s | -09° 48′ : | 0,0538       | 730                             | 1                      |
| Abell 2824           | 00h 48m 6s | -21° 21′ : | 0,0570       | 775                             | 0                      |
| Abell 114            | 00h 53m 7s | -21° 41′ : | 0,0575       | 780                             | 0                      |
| Abell 117            | 00h 56m 0s | -10° 02′ : | 0,0523       | 710                             | 0                      |
| Abell 121            | 00h 57m 5s | -07° 01′ : | 0,0538       | 730                             | 1                      |
| Abell 126            | 00h 59m 8s | -14° 13′ : | 0,0534       | 725                             | 1                      |
| Abell 133            | 01h 02m 6s | -21° 48′ : | 0,0554       | 755                             | 0                      |
| Abell 151            | 01h 08m 9s | -15° 25′ : | 0,0521       | 710                             | 1                      |
|                      |            |            |              |                                 |                        |
| Abell 150            | 01h 09m 2s | +13° 10′ : | 0,0576       | 780                             | 1                      |
| Abell 152            | 01h 09m 8s | +13° 59′ : | 0,0569       | 770                             | 0                      |
| Abell 154            | 01h 11m 0s | +13° 59′ : | 0,0624       | 845                             | 1                      |
| Abell 158            | 01h 11m 8s | +16° 53′ : | 0,0633       | 855                             | 0                      |
| Abell 171            | 01h 16m 8s | +16° 15′ : | 0,0694       | 935                             | 0                      |
| Abell 179            | 01h 21m 8s | +19° 29′ : | 0,0535       | 725                             | 0                      |
| Abell 225            | 01h 38m 9s | +18° 53′ : | 0,0675       | 910                             | 1                      |
| Abell 257            | 01h 49m 0s | +13° 59′ : | 0,0591       | 930                             | 1                      |
| Abell 292            | 02h 02m 5s | +19° 05′ : | 0,0652       | 880                             | 0                      |
| Abell 311            | 02h 09m 2s | +19° 43′ : | 0,0649       | 875                             | 0                      |

## Galleria d'immagini

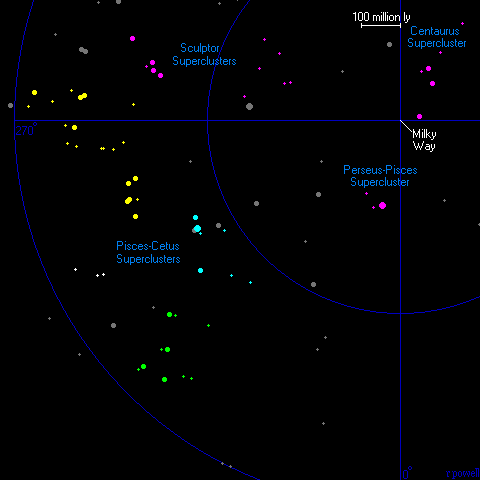
Mappa del Superammasso dei Pesci-Balena rappresentato sul piano supergalattico
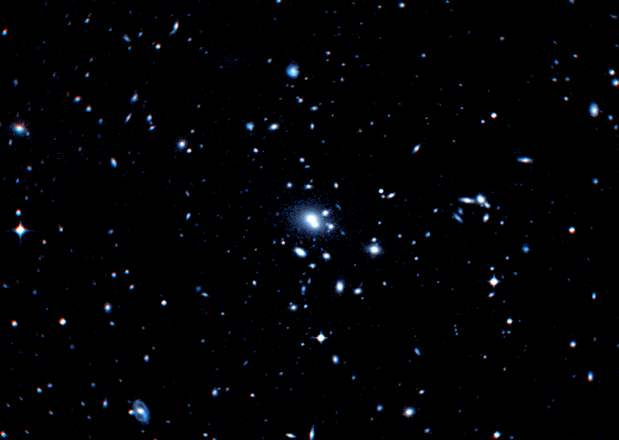
Abell 151 con la galassia IC 77
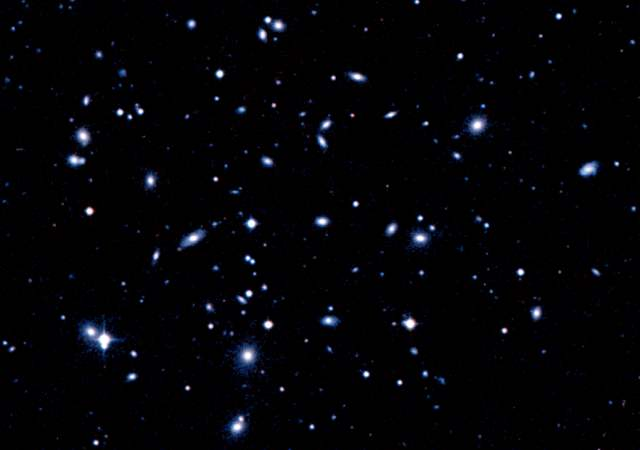
Abell 168